# マシーナ/ザ・マシーンズ・オブ・ゴッド
『マシーナ/ザ・マシーンズ・オブ・ゴッド』（Machina/The Machines of God）はスマッシング・パンプキンズの5枚目のスタジオ・アルバム。2000年にヴァージン・レコードからリリースされた。

## 概要
今作より、不祥事を受けて脱退していたドラマーのジミー・チェンバレンが復帰している。また、レコーディング終了直後にベーシストのダーシー・レッキー脱退を受けて、元ホールのメリッサ・オフ・ダ・マーがサポートメンバーとして加入する。ジミー復帰の影響と、新メンバー・メリッサの加入もあり、バンドサウンドは三作目以前の、ギターを中心とした曲構成に回帰している。このアルバムのツアー終了後、2006年の再結成に至るまでスマッシング・パンプキンズは一時的に解散することになる。なお、結成時のオリジナルメンバーでのレコーディングは今作で最後となった。
バンドの解散後、続編となる『マシーナⅡ／ザ・フレンズ＆エネミーズ・オブ・モダン・ミュージック』(Machina II/The Friends & Enemies Of Modern Music)が、インターネットを介して無料配信された。

## 収録曲
- 全作詞：作曲：編曲 / ビリー・コーガン (#9を除く、作曲者不詳)

※インターナショナル盤(日本盤含む)には「スピード・キルズ」(Speed Kills)が追加収録されており、曲順に若干の変更がある。
1. ジ・エヴァーラスティング・ゲイズ The Everlasting Gaze - 4:00
2. レインドロップス+サンシャワーズ Raindrops + Sunshowers - 4:39
3. スタンド・インサイド・ユア・ラヴ Stand Inside Your Love - 4:14
4. アイ・オブ・ザ・モーニング I of the Mourning - 4:37
5. ザ・セイクリッド・アンド・プロフェイン The Sacred and Profane - 4:22
6. トライ・トライ・トライ Try, Try, Try - 5:09
7. ヘヴィ・メタル・マシーン Heavy Metal Machine - 5:52
8. ディス・タイム This Time - 4:43
9. ジ・インプローディング・ヴォイス The Imploding Voice - 4:24
10. グラス・アンド・ザ・ゴースト・チルドレン Glass and the Ghost Children - 9:56
11. ウーンド Wound - 3:58
12. ザ・クライング・トゥリー・オブ・マーキュリー The Crying Tree of Mercury - 3:43
13. ウィズ・エヴリー・ライト With Every Light - 3:56
14. ブルー・スカイズ・ブリング・ティアーズ Blue Skies Bring Tears - 5:45
15. エイジ・オブ・イノセンス Age of Innocence - 3:55

## 参加アーティスト
スマッシング・パンプキンズ
- ジミー・チェンバレン – ドラム
- ビリー・コーガン – ボーカル、ギター、ベース、キーボード、ピアノ、製作、美術監修、ミキシング
- ジェームス・イハ – ギター、ベース[3]
- ダーシー・レッキー – ベース (レコーディングのみ)[3]

サポート・ミュージシャン
- マイク・ガーソン – ピアノ (#13)

スタッフ
- ビル・ダグラス – ミキシング補助
- フラッド – 製作、ミキシング
- Vasily Kafanov – ジャケット製作、エッチング
- トミー・リプニック – 技術補助
- ティム・"グーチ"・ラウジー – 技術補助
- ジェフ・モール – ミキシング補助
- アラン・モウルダー – ミキシング
- アンドリュー・ニコールズ – ミキシング補助
- エリン・ピーパーガーデス – 技術補助
- スコット・シンプ – 技術補助
- グレッグ・シルヴェスター – 美術監修
- ビョルン・ソースラッド – レコーディング、ミキシング、デジタル編集、 プログラミング
- ハウィー・ウェインバーグ – マスタリング
- ハワード・C・ウィリング – レコーディング、ミキシング
- トーマス・ウルフ – 美術監修
- エレーナ・エムチュク – 美術監修
- マイク・ツェイナー – ミキシング補助